# 横尾輝吉

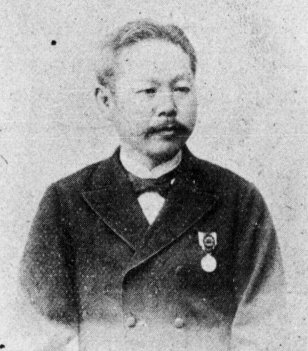
横尾輝吉

横尾 輝吉（よこお てるきち、安政2年5月4日（1855年6月17日） - 大正8年（1919年）5月21日）は、日本の衆議院議員（憲政本党→立憲国民党→立憲同志会→憲政会）。

## 経歴
下野国都賀郡鹿沼宿（現在の栃木県鹿沼市）に角田善平の子として生まれ、粟野村の先代横尾輝吉の養子となった。自由民権運動が活発になると、都賀演説会を興して会長となった。また東京専門学校（現在の早稲田大学）・立教学校（現在の立教大学）で学び、島田三郎の紹介で大隈重信の知遇を得、立憲改進党創設にあたって総務委員を務めた。1882年（明治15年）より栃木県会議員を務め、1892年（明治25年）には副議長に選出された。その後、1894年（明治27年）と1896年（明治29年）の2回、議長に選出された。
1902年（明治35年）、第7回衆議院議員総選挙に出馬し、当選を果たした。また同年には立憲改進党の後継政党の憲政本党の機関紙「新下野」を発行している。
その後、再び県会議員となり、1911年（明治44年）にも議長を務めた。
1912年（明治45年）、第11回衆議院議員総選挙で再選され、第12回衆議院議員総選挙でも当選した。